# 남원 실상사 편운화상 승탑
남원 실상사 편운화상 승탑(南原 實相寺 片雲和尙 僧塔)은 전북특별자치도 남원시 산내면 입석리, 실상사에 있는 실상사 창건조인 홍척국사의 제자 편운화상의 승탑이다. 2017년 3월 31일 전라북도의 유형문화재 제247호로 지정되었다.

## 개요
실상사 창건조인 홍척국사의 제자 편운화상의 승탑으로 910년에 건립된 것으로 보인다. 이 부도는 독특한 형태로도 주목되나 무엇보다 정개 10년이라는 명문이 새겨져 후백제 견훤의 연호를 알려준다는 역사적․사료적 관점에서 가치가 크다.

## 같이 보기
- 편운화상

## 참고 자료
- 남원 실상사 편운화상 승탑 - 국가유산청 국가유산포털